# Liste des épisodes de Violetta

Cet article présente la liste des épisodes de la série télévisée hispano-argentine Violetta.

## Liste des saisons
| Saison | Saison | Épisodes | Argentine       | Argentine       | France            | France        |
| Saison | Saison | Épisodes | Début           | Fin             | Début             | Fin           |
| ------ | ------ | -------- | --------------- | --------------- | ----------------- | ------------- |
|        | 1      | 80       | 14 mai 2012     | 26 octobre 2012 | 1er octobre 2012  | 1er mars 2013 |
|        | 2      | 80       | 29 avril 2013   | 11 octobre 2013 | 30 septembre 2013 | 14 mars 2014  |
|        | 3      | 80       | 28 juillet 2014 | 6 février 2015  | 13 octobre 2014   | 27 mars 2015  |

## Épisodes

### Saison 1 Partie 1 (2012)
1. Un nouveau départ (Un sueño, una canción)
2. Secrets inavouables (Un secreto, una canción)
3. Quiproquos (Enamorarse, una canción)
4. Faux Espoirs (Una desilusión, una canción)
5. Soupçons (Una sospecha, una canción)
6. Mensonges (un engaño, una canción)
7. Le Costume de la honte (Una amenaza, una canción)
8. Pièges (Una trampa, una canción)
9. Rivalités (Una rivalidad, una canción)
10. La Vérité (Una oportunidad, una canción)
11. Explications (Enamorarse, una canción)
12. Moi et la musique (Una oportunidad, una canción)
13. Envies et Opportunités (Una sospecha, una canción)
14. Violetta le sait [1/2] (Un secreto, una canción)
15. Violetta le sait [2/2] (Un secreto, una canción)
16. Auditions et Complications (Enamorarse, una canción)
17. Ce n'est qu'un rêve (Una desilusión, una canción)
18. Un amour impossible (Enamorarse, una canción)
19. Révélations (Una trampa, una canción)
20. Changement radical (Una desilusión, una canción)
21. Ne faire confiance qu'aux amis (Un amigo, una canción)
22. Secret découvert [1/2] (Enamorarse, una canción)
23. Secret découvert [2/2] (Enamorarse, una canción)
24. Une amie en or (Una oportunidad, una canción)
25. Triangle amoureux (Enamorarse, una canción)
26. Un faux premier rendez-vous (Una trampa, una canción)
27. Amour et Hallucinations (Una desilusión, una canción)
28. Qui dois-je choisir ? (Una rivalidad, una canción)
29. Un nouveau couple ? (Una desilusión, una canción)
30. Un secret de famille (Una amenaza, una canción)
31. Deux concurrentes, un rôle (Una rivalidad, una canción)
32. Quand on doit partir (Una desilusión, una canción)
33. Retours et Changements (Enamorarse, una canción)
34. Premier Baiser (Un beso, una canción)
35. Le Retour des problèmes (Una rivalidad, una canción)
36. Obligée de mentir (Un engaño, una canción)
37. Ultimatum [1/2] (Una desilusión, una canción)
38. Ultimatum [2/2] (Una desilusión, una canción)
39. Violetta est menacée (Una amenaza, una canción)
40. La musique m'attend... (Una oportunidad, una canción)

### Partie 2
1. Une révélation et un dilemme (Habla Si Puedes)
2. Un contrat bien scellé (Un pacto, una canción)
3. L'Erreur (Un error, una canción)
4. Il est temps de choisir (Una decisión, una canción)
5. La Frayeur (Un susto, una canción)
6. La Tristesse de Francesca (Un acercamiento, una canción)
7. La Fête (Una fiesta, una canción)
8. La Rupture (Una revelación, una canción)
9. Un soulagement (Un alivio, una canción)
10. La Déception (Una decepción, una canción)
11. Le Duel (Un ganador, una canción)
12. Le Gala de tous les dangers (Un nuevo rumbo, una canción)
13. Nata se rebelle (Una decepción, una canción)
14. Secret à 3 (Una charla, una canción)
15. La TV Réalité (Una nueva idea, una canción)
16. Le Couple inattendue (Un acercamiento, una canción)
17. Un nouvel allié (Una competencia, una canción)
18. Prendre des risques (Un riesgo, una canción)
19. Les Auditions (Una amenaza, una canción)
20. Un retour imprévu (Un peligro, una canción)
21. Un mensonge aux conséquences disproportionnées [1/2] (Una mentira que crece, una canción)
22. Un mensonge aux conséquences disproportionnées [2/2] (Una mentira que crece, una canción)
23. Une histoire de popularité (Un peligro, una canción)
24. Le public peut tout changer ! (El voto del público, una canción)
25. La roue tourne... (Una venganza, una canción)
26. Pris à son piège (Una definición, una canción)
27. Le Carré secret (Una definición, una canción)
28. La Manipulatrice (Una revelación, una canción)
29. L'Étape ultime (Una final, una canción)
30. Une décision importante (Un ganador, una canción)
31. Lumière à tous les étages (Una confesión, una canción)
32. Souvenirs (Una desilusión, una canción)
33. Seconde Chance (Una segunda chance, una canción)
34. Révéler la vérité (Una decisión, una canción)
35. Une vengeance bien mérité (Una revelación, una canción)
36. Une décision non-définitive ( Una decisión apresurada, una canción)
37. Un choix crucial (Un ultimátum, una canción)
38. Retournement de situation ( Una decisión amorosa, una canción)
39. Les Derniers Moments (Un beso, una canción)
40. Le Grand Final (Un final, una canción)

### Saison 2 Partie 1 (2013)
1. Tout recommence (Un retorno, una canción)
2. Un nouveau prétendant pour Violetta (Un nuevo amor, una canción)
3. Insistance (Un nuevo secreto, una canción)
4. L'Actrice professionnelle (Una decisión apresurada, una canción)
5. Une femme pour German (Un pacto, una canción)
6. Une mauvaise surprise (Una venganza, una canción)
7. Stratégie (Una voz, una canción)
8. La Chanson de la discorde (Un nuevo cuarto, una canción)
9. Une nouvelle Ludmilla ? (Una fiesta, una canción)
10. La Soirée pyjama (Un riesgo, una canción)
11. Invité surprise ! (Una estrella, una canción)
12. L'Arrestation de German (Una final, una canción)
13. La Guerre des prétendants (Una guerra, una canción)
14. Un retour, une chanson (Un retorno, una canción)
15. Un assistant pour Roberto (Una estrella, una canción)
16. Adieu, studio (Una estrella, una canción)
17. Une tante de trop (Un venganza, una canción)
18. Disparition d'une vidéo (Un Gregorio, una canción)
19. Le Baiser (Una voz, una canción)
20. Que le show commence ! (Una nueva chica, una canción)
21. Le Scandale d'une vidéo (Un amigo, una canción)
22. La Star de U-mix (Una trampa, una canción)
23. Problème de prononciation (Una desilusión, una canción)
24. Ni l'un, ni l'autre (Una amenaza, una canción)
25. La Reine des maîtres chanteurs (Una final, una canción)
26. Un nouvel amour (Un beso, una canciòn)
27. Un as dans le tout (una noticia, una canción)
28. Ramaillo contre Cardozo (Un nuevo amor, una canciòn)
29. Désillusion (Una desilusiòn, une canciòn)
30. Violetta chante en playback (Una voz, una canciòn)
31. L'étau se resserre (Un amigo, une canciòn)
32. Tous contre Leon (Una amistad, una canciòn)
33. L'Anniversaire de Francesca (Una decisión apresurada, una canción)
34. Le Plan (Una desilusión, una canción)
35. La Fin d'un amour (Un Gregorio, una canción)
36. Sans voix (Una voz, una canción)
37. Confusion (Una desilusión, una canción)
38. Tentatives (Una desilusión, una canción)
39. Tourne la page (Un nuevo amor, una canción)
40. La Grande Débâcle (Un show, una canción)

### Partie 2
1. Sans voix (Una voz, una canción)
2. Réponse du médecin (Una oportunidad, una canción)
3. Le Retour de Jeremias (Una verdad, una canción)
4. Sur la voie du secret (Una trampa, una canción)
5. Thérapie de groupe (Una rivalidad, una canción)
6. Federico revient (Un retorno, una canción)
7. Empêchement d'un départ en Italie (Una desilusión, una canción)
8. Ludmila est amoureuse (Un amigo, una canción)
9. Diego renonce (Un nuevo secreto, una canción)
10. Un adieu difficile (Una sorpresa, una canción)
11. Le spectacle doit continuer (Una final, una canción)
12. Adieu à Francesca... ou pas ! (Una sorpresa, una canción)
13. Une guitare particulière (Un amor, una canción)
14. Un amour entre deux étoiles (Un beso, una canción)
15. Ludmila en action (Una rivalidad, una canción)
16. Un batteur pour Camilla (Una decisión apresurada, una canción)
17. Une arrivée inattendue (Una desilusión, una canción)
18. Léon ne renonce pas (Una guerra, una canción)
19. Le Mariage de German (Un ganador, una canción)
20. La Fugue de Esmeralda (Un secreto se ha revelado, una canción)
21. Diego démasqué ? (Una desilusión, una canción)
22. Confiance ou pas confiance ? (Una amenaza, una canción)
23. Le Choix de Diego (Una desilusión, una canción)
24. La Rupture du pacte (Un retorno, una canción)
25. Adieu Angie (Una guerra de bandas, una canción)
26. Écoute son cœur (Una mala noticia, una canción)
27. Jeremias est German (Nuestro camino)
28. Fini les mensonges ! (Una desilusión, una canción)
29. Pas facile de pardonner (Una estrella está triste, una canción)
30. Un baiser pour recommencer (Un ganador, una canción)
31. Les Couples gagnants (Un viaje rumbo a España, una canción)
32. Voyage en Espagne (Un problema, una canción)
33. Qui est le père de Diego ? (Una sospecha, una canción)
34. Chantage (Enamorarse, una canción)
35. Vérité découverte (Un secreto se ha revelado, una canción)
36. Mauvaise Interprétation (Una desilusión, una canción)
37. Un lien inséparable (Un enfrentamiento, una canción)
38. Un papa incorrigible (Una buena noticia, una canción)
39. Réconciliation (Una decisión apresurada, una canción)
40. Mon meilleur moment (Un show final, una canción)

### Saison 3 Partie 1 (2014-2015)
1. En Tournée (Un regreso, una canción)
2. Anniversaire Surprise pour Violetta ! (Un cumpleaños, una canción)
3. Le Renouveau (Una bienvenida, una canción)
4. De Nouvelles Romances (Un romance, una canción)
5. Rendez-vous ou Stratagème ? (Una cita, una canción)
6. Léon à l'hôpital (Una desilusión, una canción)
7. De l'aide pour Jade (Un nuevo romance, una canción)
8. Sœurs ou Ennemis ? (Un problema, una canción)
9. Choisir entre le mensonge et la vérité (Una rivalidad, una canción)
10. Une Inauguration en Chansons (Una inauguración, una canción)
11. Quelque chose de nouveau (Una decepción, una canción)
12. L'Adieu du Studio On Beat (Una decisión apresurada, una canción)
13. La première victoire de Milton (Un romance esta mal, una canción)
14. Allés-retour de Ludmila (Un reencuentro, una canción)
15. Vacances compliqués (Un problema, una canción)
16. Le Secret de Marco (Una rivalidad, una canción)
17. Un amoureux de trop (Una noticia, una canción)
18. Le piège de Andrés (Un enfrentamiento, una canción)
19. Chasse au voleur (Una charla, una canción)
20. Vieux Souvenirs (Una gira que lo cambió todo, una canción)

### Partie 2
1. La Mort d'Antonio (Una muerte, una canción)
2. Rupture et Décisions (Una desilusión, una canción)
3. Violetta peut se passer de Youmix ? (Un reencuentro, una canción)
4. Angie est de retour ! (Un disfraz, una canción)
5. Roxy arrive ! (Un problema, una canción)
6. Deux filles originales (Un desamor, una canción)
7. Réaction Chimique (Una unión, una canción)
8. Fictions (Un peligro, una canción)
9. Une nouvelle chez les Rock Bones (Una renuncia, una canción)
10. C'est le mariage ! (Un casamiento, una canción)
11. Vie dure pour Ludmila (Una mentira que crece, una canción)
12. Duel en chansons (Una decisión, una canción)
13. Le choix de Léon (Un por amor, una canción)
14. Calculs sentimentaux (Un secreto, una canción)
15. Bouge ton corps ! (Una mentira al descubierto, una canción)
16. Roxy ou Violetta ? (Una mentira está por terminar, una canción)
17. Au revoir, Roxy (Un amor está en peligro, una canción)
18. Une Fausta Imaginaire (Todo por un amor, una canción)
19. Baisers et Licenciements (Una estrella esta triste, una canción)
20. Droit vers la dérive (Una mentira ha terminado, una canción)

### Partie 3
1. Mentir n'est pas la solution (Un error que no tiene perdón, una canción)
2. La vraie Priscila (El amor no se ha perdido, una canción)
3. Est ce vraiment terminé ? (Un plan para separarlos, una canción)
4. La déception de Gery (Un plan está a punto de saberse, una canción)
5. La vérité sur Francesca et Diego (Una relación salió a la luz, una canción)
6. Une amitié en danger [1/2] (Una amistad está en peligro, una canción)
7. Une amitié en danger [2/2] (Una amistad está en peligro, una canción)
8. A nouveau amies ! (Una verdad, una canción)
9. Jade se marie enfin ! (Una verdad que duele, una canción)
10. Ensemble a nouveau (Una reconciliación, una canción)
11. Le mail du danger (Un error, una canción)
12. L'aide de Jade ? (Una verdad, una canción)
13. Les filles mènent la danse (Una decisión apresurada, una canción)
14. Un baiser qui brise tout (Una amenaza, una canción)
15. Une découverte amère (Una verdad salió a la luz, una canción)
16. La nouvelle directrice (Un sueño se hace realidad, una canción)
17. Fête d'adieu (Un reencuentro, una canción)
18. Le bonheur de Nata (Una reconciliación, una canción)
19. German est amoureux (Una charla, una canción)
20. C'est parti pour chanter ! (Un beso, una canción)

### Partie 4
1. Un couple heureux (Un amigo, una canción)
2. Une rivale pour Olga (La verdad sobre Priscila, una canción)
3. La réouverture (Un retorno, una canción)
4. Amies pour toujours (Un camino a elegir, una canción)
5. Pablo revient au Studio (Una conclución, una canción)
6. Priscila est furieuse (Una trampa, una canción)
7. Poussée dans les escaliers (Una sospecha, una canción)
8. Qui est le menteur ? (Una verdad salió a la luz, una canción)
9. Piège pour Violetta et Léon (Una visita, una canción)
10. Le père de Ludmila (Una explicación, una canción)
11. La vérité sur Alex ! (Un confesión, una canción)
12. Pleurer selon Camila (Un revelación, una canción)
13. Collé sur une chaise (Un descubrimiento, una canción)
14. Nouveau propriétaire (Una verdad, una canción)
15. Juste a deux (Una buena noticia, una canción)
16. Une vengeance qui va trop loin (Una comprensión, una canción)
17. Faits pour être ensemble (Abrázame y verás)
18. Voyage à Séville (Un viaje, una canción)
19. Découvertes importantes (Un amor verdadero, una canción)
20. La fin d'un nouveau départ (Una última canción)